# 佛山专区
佛山专区，中华人民共和国广东省已撤销的专区，在今广东省南部。
1956年设置，专员公署驻佛山市。辖原粤中行政区所属南海、番禺、顺德、中山、珠海、新会、鹤山、高明、三水9县；粤北行政区所属花县、从化2县及粤西行政区所属台山、恩平、开平3县；后将从化县划归韶关专区。佛山专区辖13县。
1958年，佛山、石岐、江门3市降级划入佛山专区。
1958年11月至1959年3月，佛山专区一度改称广州专区。
1959年，行政区划作较大调整：
1. 将江门市及新会、台山、开平、恩平、高明、鹤山6县划归江门专区；
2. 原属惠阳专区的惠阳、惠东、增城、龙门、博罗、宝安、东莞7县划入佛山专区；
3. 原属韶关专区的从化县划入佛山专区；
4. 撤销石岐市、珠海县，并入中山县。
5. 撤销惠东县，并入惠阳县；
6. 撤销龙门县，并入增城县；
7. 撤销三水县，并入南海县；
8. 撤销番禺、顺德2县，将番禺县的南部及顺德县合并设立番顺县，番禺县的北部并入花县；

区划调整后，佛山专区辖1市、10县。
1960年，花县、从化2县划归广州市；撤销番顺县，恢复番禺、顺德、三水3县。1961年，恢复珠海、龙门2县。1963年，惠阳、博罗、增城、东莞、宝安、龙门6县划归惠阳专区；江门市及新会、台山、恩平、开平、高鹤5县划入佛山专区。1965年，由中山、新会2县析置斗门县。1966年，佛山、江门2市改由省直辖。佛山专区辖12县。
1970年，佛山、江门2市降格划入；同年，撤销佛山专区，改设佛山地区。